# Борисівська сільська рада (Татарбунарський район)
Бори́сівська сільська́ ра́да — колишня адміністративно-територіальна одиниця та орган місцевого самоврядування в Татарбунарському районі Одеської області. Адміністративний центр — село Борисівка.

## Загальні відомості
- Територія ради: 41,9 км²
- Населення ради: 1 803 особи (станом на 2001 рік)
- Водоймища на території, підпорядкованій даній раді: озеро Сасик

## Населені пункти
Сільській раді підпорядковані населені пункти:
- с. Борисівка

## Населення
Згідно з переписом УРСР 1989 року чисельність наявного населення сільської ради становила 1748 осіб, з яких 849 чоловіків та 899 жінок.
За переписом населення України 2001 року в сільській раді мешкали 1783 особи.

### Мова
Розподіл населення за рідною мовою за даними перепису 2001 року:
| Мова       | Відсоток |
| ---------- | -------- |
| молдовська | 91,74 %  |
| українська | 3,55 %   |
| російська  | 3,49 %   |
| болгарська | 0,44 %   |
| гагаузька  | 0,33 %   |
| румунська  | 0,06 %   |
| інші       | 0,39 %   |

## Склад ради
Рада складається з 16 депутатів та голови.
- Голова ради: Ротар Степан Пилипович
- Секретар ради: Кравець Катерина Купріянівна

### Керівний склад попередніх скликань
| Прізвище, ім'я, по батькові | Основні відомості                                                         | Дата обрання | Дата звільнення |
| --------------------------- | ------------------------------------------------------------------------- | ------------ | --------------- |
| Ротар Степан Пилипович      | Сільський голова, 1966 року народження, освіта вища, член Партії регіонів | 26.03.2006   | 31.10.2010      |
| Ротар Степан Пилипович      | Сільський голова, 1966 року народження, освіта вища, член Партії регіонів | 31.10.2010   |                 |

Примітка: таблиця складена за даними сайту Верховної Ради України

### Депутати
За результатами місцевих виборів 2010 року депутатами ради стали:

#### За суб'єктами висування
| Суб'єкт висування                         | Кількість обраних депутатів | %    |
| ----------------------------------------- | --------------------------- | ---- |
| Партія регіонів                           | 8                           | 50   |
| Партія промисловців і підприємців України | 4                           | 25   |
| Народна партія                            | 2                           | 12,5 |
| Самовисування                             | 1                           | 6,3  |
| Соціалістична партія України              | 1                           | 6,3  |

#### За округами
| № округу                                  | Прізвище, ім'я, по батькові  | Дата визнання обраним | Освіта             | Партійна приналежність                         | Відомості про обраного депутата                                          |
| ----------------------------------------- | ---------------------------- | --------------------- | ------------------ | ---------------------------------------------- | ------------------------------------------------------------------------ |
| Народна Партія                            |                              |                       |                    |                                                |                                                                          |
| 4                                         | Нікульча Василь Миколайович  | 03.11.2010            | середня            | член Народної партії                           | СПК «Борисівський», головний енергетик                                   |
| 15                                        | Стоян Павло Якович           | 03.11.2010            | середня            | член Народної партії                           | тимчасово не працює                                                      |
| Партія промисловців і підприємців України |                              |                       |                    |                                                |                                                                          |
| 1                                         | Стоян Сергій Миколайович     | 03.11.2010            | середня спеціальна | член Партії промисловців і підприємців України | приватний підприємець                                                    |
| 7                                         | Притула Олег Анатолійович    | 03.11.2010            | середня спеціальна | член Партії промисловців і підприємців України | пенсіонер                                                                |
| 13                                        | Зубак Наталя Іванівна        | 03.11.2010            | вища               | позапартійна                                   | Борисівська загальноосвітня школа, заступник директора з виховної роботи |
| 16                                        | Мошу Олена Дионисіївна       | 03.11.2010            | вища               | член Партії промисловців і підприємців України | Татарбунарський районний центр зайнятості, головний спеціаліст           |
| Партія регіонів                           |                              |                       |                    |                                                |                                                                          |
| 2                                         | Чулак Ілля Аврамович         | 03.11.2010            | середня            | член Партії регіонів                           | тимчасово не працює                                                      |
| 3                                         | Комерзан Світлана Захаріївна | 03.11.2010            | середня            | член Партії регіонів                           | Борисівський магазин, продавець                                          |
| 5                                         | Кравець Катерина Куприянівна | 03.11.2010            | вища               | член Партії регіонів                           | Борисівська сільська рада, секретар                                      |
| 6                                         | Брічак Раїса Антонівна       | 03.11.2010            | вища               | член Партії регіонів                           | Брисівський фельдшерсько-акушерський пункт, завідувачка                  |
| 8                                         | Різак Інна Петрівна          | 03.11.2010            | вища               | член Партії регіонів                           | Борисівська загальноосвітня школа, вчитель                               |
| 9                                         | Дибченко Світлана Миколаївна | 03.11.2010            | вища               | член Партії регіонів                           | Борисівська загальноосвітня школа, вчитель                               |
| 10                                        | Братунов Василь Григорович   | 03.11.2010            | середня            | член Партії регіонів                           | пенсіонер                                                                |
| 12                                        | Комерзан Ганна Єгорівна      | 03.11.2010            | вища               | член Партії регіонів                           | Татарбунарський технікум, викладач                                       |
| Соціалістична партія України              |                              |                       |                    |                                                |                                                                          |
| 14                                        | Бурлаку Лідія Василівна      | 03.11.2010            | вища               | член Соціалістичної партії України             | Борисівський дитячий ясла-садок «Сонечко», завідувачка                   |
| Самовисування                             |                              |                       |                    |                                                |                                                                          |
| 11                                        | Нікульча Жанна Олексіївна    | 03.11.2010            | вища               | позапартійна                                   | Борисівська загальноосвітня школа, вчитель                               |